# 파우스트 서곡
파우스트 서곡(Eine Faust-Ouvertüre) WWV.59는 리하르트 바그너가 작곡한 연주회용 서곡이다.

## 개요
1839년 바그너는 요한 볼프강 폰 괴테의 《파우스트》를 처음 읽고 그 내용에 마음이 끌려 이를 소재로 해서 하나의 교향곡을 쓰려는 뜻을 갖는다. 이 시기 바그너는 1838년에 빚 독촉으로 산전수전을 다 걲은 상황이라 좌절과 실망에 가득했으며 메피스토펠레스를 만나는 파우스트의 심경에 공감했다고 한다. 또한 파리에서 아브네크의 지휘로 파리 음악원 관현악단이 연주하는 베토벤의 교향곡 9번을 듣고 깊은 감명을 받았는데, 이것이 이듬해 1월에 파우스트의 서곡으로 쓰여진 이 작품에 조금이라도 영향을 끼쳤으리라는 것은 의심할 여지가 없다. 여기의 라단조 조성의 경우에도 그의 전기에 적혀 있는 것처럼 단순한 정신적 피로나 실의가 반영된 것이 아니라 베토벤의 합창교향곡 조성의 영향을 받은 것을 볼 수 있다. 그렇게 교향곡 작곡을 1839년부터 40년에 걸쳐 파리에서 착수했으나 1악장을 쓴 뒤에 중단했다. 또한 작품의 완성과 동시에 그는 이 서곡(1악장)을 파리 음악원의 연주회에서 연주할 파트보까지 준비하였으나, 실제로는 이루어지지는 않았다. 결국 초연은 4년 반이 지난 후에 드레스덴에서 연주되었고 재연도 이루어졌지만, 이후에 그대로 방치되고 말았다. 그 사이에 그는 리엔치와 방황하는 네덜란드인을 완성하고 탄호이저에도 착수하는 등 분주한 시간을 보냈는데, 그런 바쁜 생활이 이 곡을 잊게 한 것이 아닌가 하는 의견도 있다.
한편 1840년부터 바그너와 알고 지내던 리스트가 잊혀져 있던 1악장을 부활시켜 1852년에 바이마르에서 연주했다. 이것을 계기로 바그너도 이 작품에 다시 관심을 갖게 되었고, 그 해 9월에는 총보의 반환을 요구하여 이를 서곡으로 간추린 다음 수정을 했고 브라이트코프흐 & 헤르텔 출판사에서 출판할 개정판도 준비했다. 1853년 5월에는 리스트가 이 작품이 수정되었다는 것을 인정했지만, 끝내 바그너의 출판 계획은 무산되고 말았다. 이후 1855년에 리스트가 자신의 작품 파우스트 교향곡을 거의 완성하여 그 사실을 바그너에게 알렸고, 바그너는 다시 개정된 총보를 리스트에게 보내고 브라이트코프흐 & 헤르텔 출판사에는 20루이의 금을 받고 팔았다. 또한 그의 작품을 “하나하나의 음표가 시인의 피로 쓰여졌다”며 극찬했던 한스 폰 뷜로가 그것을 피아노 독주용으로 편곡했는데, 리스트는 그것을 약간 변형되었을 뿐이라고 지적했다. 이 서곡의 총보 첫머리에는 파우스트 1부의 내용 중 한 구절을 인용하고 있다.
‘내 마음 속에 있는 신은 나의 모든 존재를 움직일 수 있으며, 나의 모든 힘을 지배하고 있다. 그러나 신이 내 주위의 모든 것을 움직일 수는 없다. 그러므로 고뇌가 많은 내 인생에서 간절히 바라는 것이 있다면 그것은 죽음이며 내 존재를 부정하는 일이다.’

## 편성
피콜로, 플루트2, 오보에2, 클라리넷2, 바순3, 호른4, 트럼펫3, 트롬본3, 튜바, 팀파니, 현5부

## 연주시간
- 약 12분

## 구성
이 작품은 라단조, Sehr gehalten(아주 신중하게), 4/4박자의 부드러운 서주로 서주로 시작되는데, 여기에는 주요 주제, 동기의 대부분이 암시, 예고되어 있다. 첫 부분의 저음 주제는 주요 주제(고뇌와 갈망 동기, 청춘의 사랑 동기)를 암시하고 있으며, 제1바이올린으로 더욱 명확하게 나타난다. 또한 그것을 이어받는 동기도 중요한 역할을 한다. 여기에 새로운 소재가 더해진 뒤에 새로운 주제도 연주된다. 주요부는 Sehr bewegt(아주 격동적으로), 2/2박자의 자유로운 소나타 형식으로 매우 드라마틱한 구상과 유기적인 구성을 하고 있다. 여기에는 지금까지의 주제나 소재 외에도 오보에에 의한 선율과 제2주제를 떠올리게 하는 부차적인 주제가 더해지는데, 중간부에서는 약보3이 중심이 되고 제2주제는 축소된 재현부에서 D장조로 재현된다. 마지막에는 주요 주제를 회상하면서 조용히 마친다.

## 참고 문헌
- 《작곡가별 명곡해설 라이브러리》 2권 '바그너' 〈음악지우사〉 (音樂世界)